# Presidentsverkiezingen in Mali (2013)

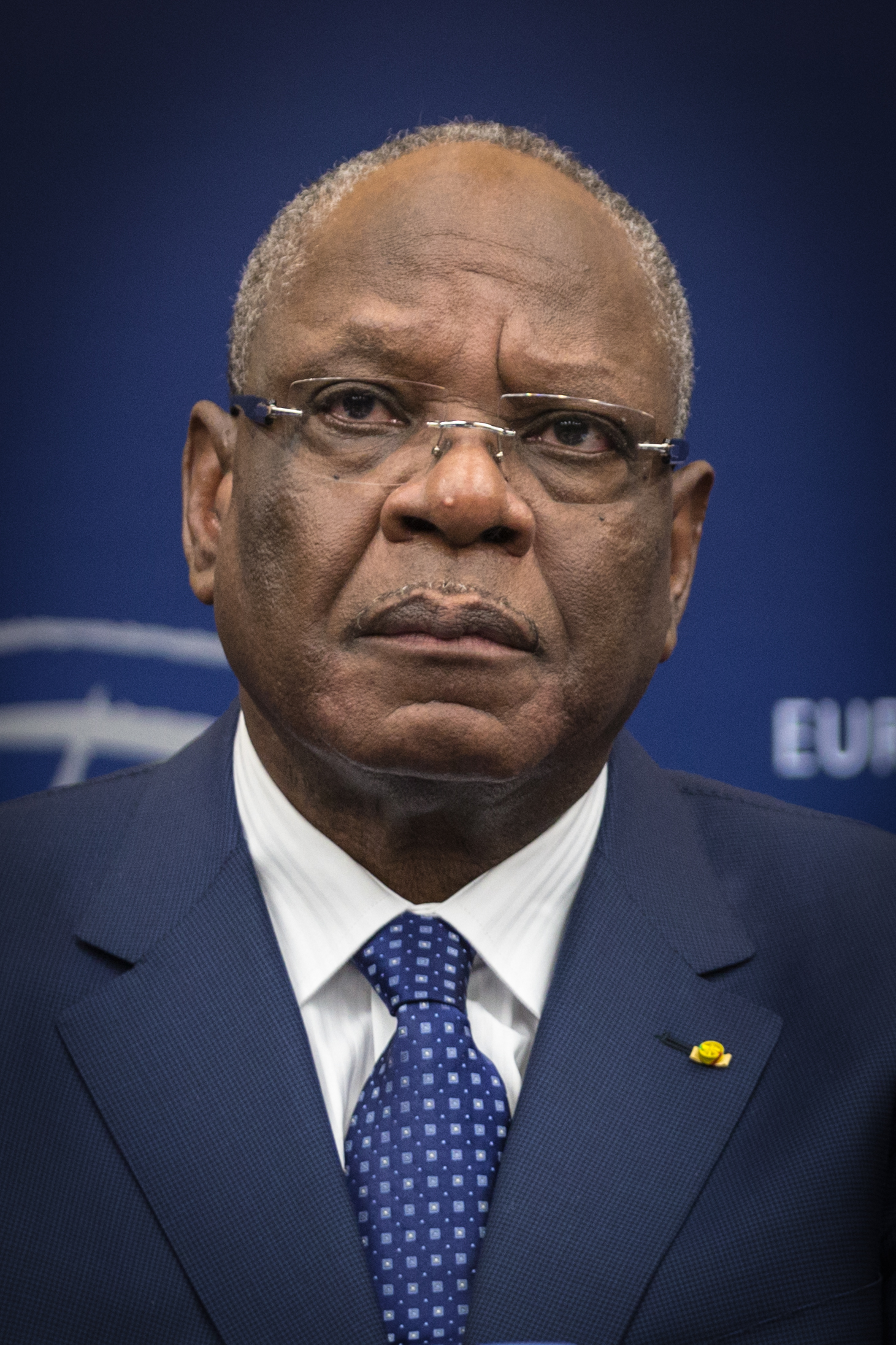
Ibrahim Boubacar Keïta (RPM) werd met 77,62% van de stemmen tot president gekozen

De Presidentsverkiezingen in Mali van 2013 werden op 28 juli en 11 augustus van dat jaar gehouden. Ibrahim Boubacar Keïta (RPM) won de verkiezingen met 77,62% van de verkiezingen. Soumaïla Cissé eindigde op een tweede plek met 22,38% van de stemmen. Bij eerste ronde behaalden Keïta en Cissé respectievelijk 39,79% en 19,70% van de stemmen. De nummer drie bij de eerste ronde, Dramane Dembélé (ADEMA-PASJ), riep zijn kiezers op om bij de tweede ronde op Keïta te stemmen.
Aanvankelijk zouden de presidentsverkiezingen in 2012 gehouden moeten zijn, maar als gevolg van de burgeroorlog en de staatsgreep in 2012 werden de verkiezingen uitgesteld tot de zomer van 2013.

## Uitslag

### Presidentsverkiezingen
| Kandidaat                         | Kandidaat                         | Partij                              | Stemmen (1e ronde) | % (1e ronde) | Stemmen (2e ronde) | % (2e ronde) |
| --------------------------------- | --------------------------------- | ----------------------------------- | ------------------ | ------------ | ------------------ | ------------ |
|                                   | Ibrahim Boubacar Keïta            | Rassemblement pour le Mali          | 1.175.769          | 39,79        | 2.355.394          | 77,62        |
|                                   | Soumaïla Cissé                    | Alliance pour la démocratie au Mali | 582.127            | 19,70        | 679.069            | 22,38        |
| Overige kandidaten                | Overige kandidaten                | Overige kandidaten                  | 1.197.368          | 40,51        |                    |              |
| Totaal                            | Totaal                            | Totaal                              | 2.955.264          | 100,00       | 3.034.463          | 100,00       |
|                                   |                                   |                                     |                    |              |                    |              |
| Geldige stemmen                   | Geldige stemmen                   | Geldige stemmen                     | 2.955.264          | 88,34        | 3.034.463          | 97,16        |
| Ongeldige stemmen/ blanco stemmen | Ongeldige stemmen/ blanco stemmen | Ongeldige stemmen/ blanco stemmen   | 389.989            | 11,66        | 88.664             | 2,84         |
| Totaal aantal stemmen             | Totaal aantal stemmen             | Totaal aantal stemmen               | 3.345.253          | 100,00       | 3.123.127          | 100,00       |
| Geregistreerde kiezers/ Opkomst   | Geregistreerde kiezers/ Opkomst   | Geregistreerde kiezers/ Opkomst     | 6.829.696          | 48,98        | 6.829.696          | 45,73        |
| Bron: Cour Constitutionnelle      |                                   |                                     |                    |              |                    |              |